# Stormarknad

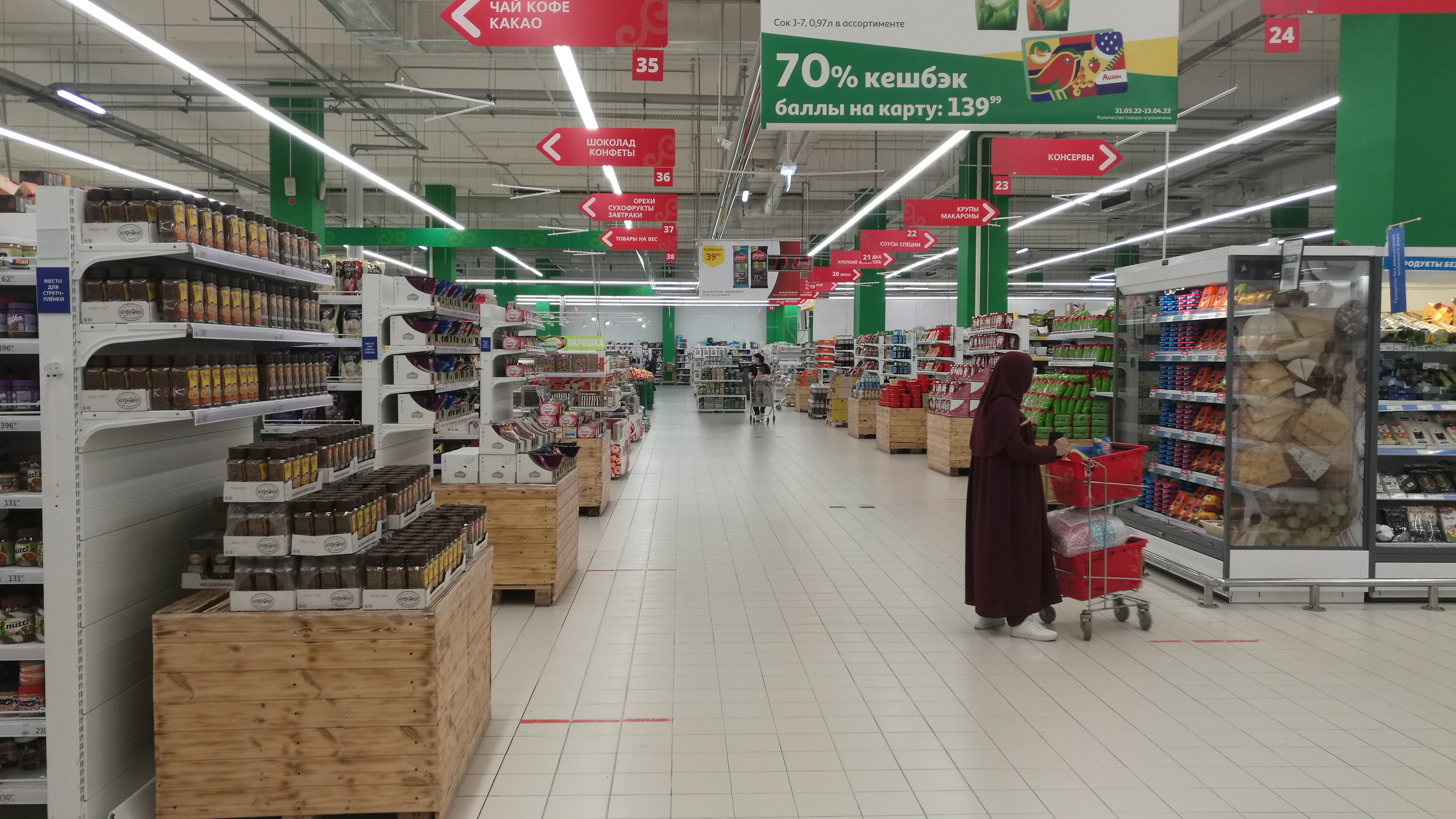
En stormarknad i Tiumen i Ryssland.

Stormarknader är större dagligvarubutiker med ett mycket brett sortiment, allt samlat under ett tak. Varorna säljs med lägre marginal jämfört med mindre butiker, men i affärsmodellen ingår att den lägre marginalen ska täckas av höga volymer och hög omsättningshastighet av stora delar av sortimentet. Kunden kan därför inte förvänta sig samma höga personliga servicegrad som i en mindre, manuellt betjänad butik. Det breda sortimentet i en väl planerad stormarknad ska kunna tillfredsställa en veckovis storhandlande kund.
En stormarknad, med sin stora yta, är därmed oftast strategiskt utplacerad i ett externt läge, såsom i utkanten av en tätort, det externa läget och det stora antalet parkeringsplatser har gjort att stormarknader gynnat främst bilburna kunder.

## Stormarknader globalt

### Kedjor i Sverige

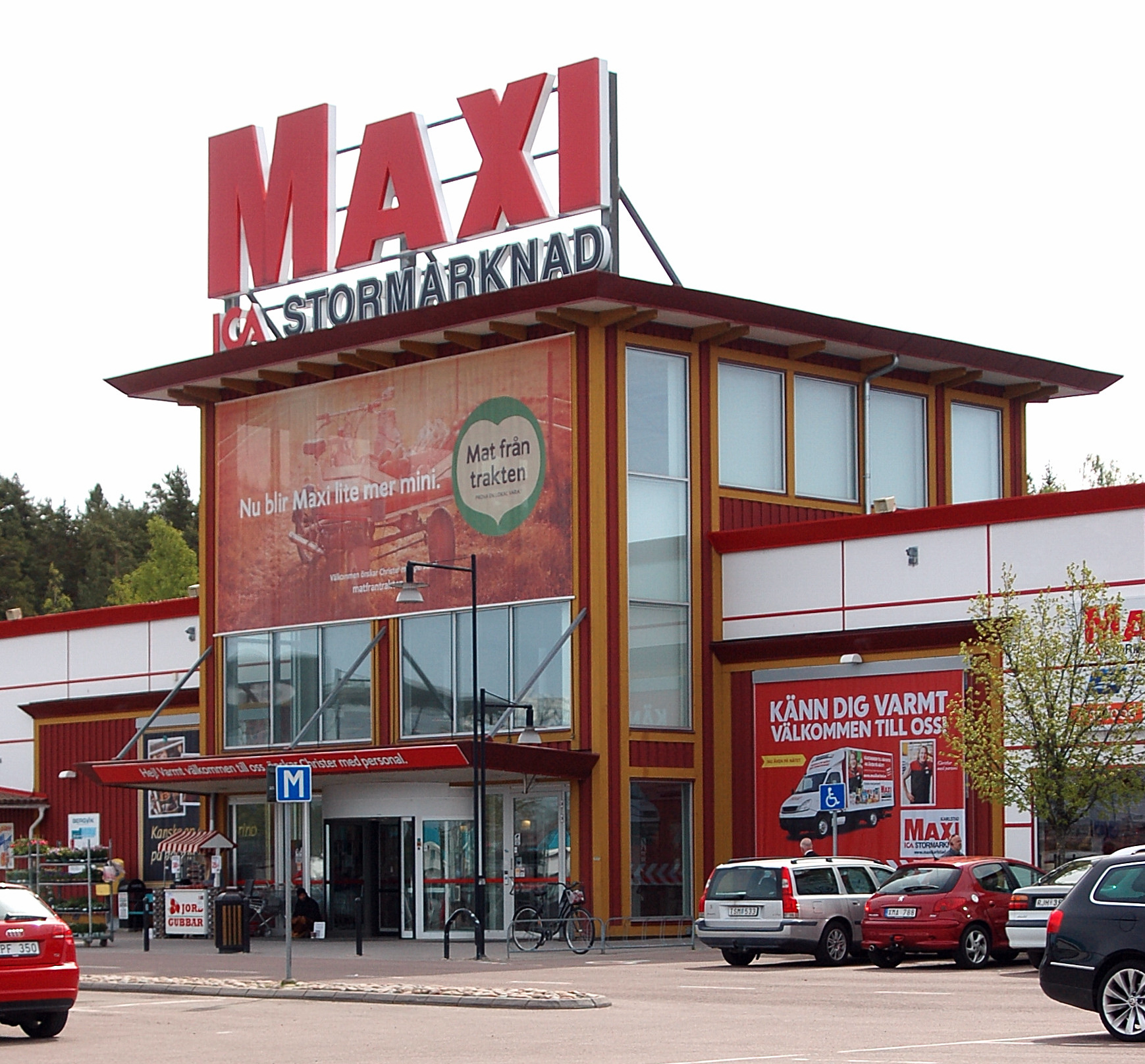
Ica Maxi Stormarknad i Karlstad.

I Sverige har de två största dagligvarukedjorna sina egna respektive stormarknadskoncept, Ica har sina Ica Maxi butiker och Coop har sina Stora Coop butiker. Några andra större svenska aktörer är bl.a. City Gross och Willys. Den tidigare kedjan B&W (bildad genom sammanslagning av Bra stormarknad och Wessels) togs över 1992 av Kooperativa Förbundet.

### Kedjor i Europa
Bland kända stormarknadskedjor i Europa kan nämnas: Auchan, Bon Prix, Carrefour, Casino, Cora, Géant, Globus, Intermarché, famila, Leclerc, Marktkauf, Ratio, Interspar, Mammouth, real, Tesco, toom och Asda/Wal-Mart.
I Finland finns främst K-Citymarket som ägs av Kesko och Prisma som ägs av S-gruppen.

### Kedjor i Latinamerika
Argentina har Coto och Disco, Mexiko har Ley och La Soriana, och Puerto Rico har Amigo, COOP Puerto Rico och Pueblo, som alla är välkända stormarknadskedjor.